# کوله جاکونه
کوله جاکونه (به ایتالیایی: Colle Giacone) یک منطقهٔ مسکونی در ایتالیا است که در کاسچیا واقع شده‌است. کوله جاکونه ۷۲ نفر جمعیت دارد و ۹۷۵ متر بالاتر از سطح دریا واقع شده‌است.